# Monument de Miklós Radnóti près du lac de Bor
Le monument de Miklós Radnóti près du lac de Bor (en serbe cyrillique : Споменик Миклошу Раднотију код Борског Језера ; en serbe latin : Spomenik Miklošu Radnotiju kod Borskog Jezera) se trouve près du lac de Bor, dans le district de Bor, en Serbie. Il est inscrit sur la liste des monuments culturels protégés de la République de Serbie (identifiant no SK 915).